# Barrage de Sır
Le barrage de Sır est un barrage de Turquie.

## Sources
- (en) www.dsi.gov.tr/tricold/sir.htm Site de l'agence gouvernementale turque des travaux hydrauliques